# Feelin' You (canción de Solange)
«Feelin' You» —en español: «Sintiéndote»— es el sencillo debut de la artista estadounidense Solange, desprendido de su álbum de estudio debut Solo Star.

## Lista de canciones
CD Single - Estados Unidos
1. "Feelin' You (Part I w/o Rap)" - 3:22
2. "Feelin' You (Part I)" - 4:00
3. "Feelin' You (Nu Soul Dance Mix)" - 7:12
4. "Feelin' You (Club Mix)" - 9:34
5. "Feelin' You (Part II w/o Rap H-Town Screwed Mix)" - 5:07

CD Single - Europa
1. "Feelin' You (Part II)" - 4:06
2. "Feelin' You (Nu Soul Dance Mix)" - 7:12
3. "Feelin' You (Club Mix)" - 9:34
4. "Feelin' You (Part I)" - 4:00
5. "Feelin' You (Part II - Music Video)" - 3:58

## Posicionamiento en listados
| Listas (2002-2003)               | Posición |
| -------------------------------- | -------- |
| U.S. Billboard R&B/Hip-Hop Songs | 73       |
| U.S. Billboard Maxi-Single Sales | 2        |

## Historial de lanzamiento
| Región         | Fecha                 | Formato(s) | Sello(s)                          | Ref. |
| -------------- | --------------------- | ---------- | --------------------------------- | ---- |
| Europa / Mundo | 2002 de octubre del 8 | CD single  | Virgin Records / Columbia Records |      |